# 继续战争
继续战争（英語：Continuation War）是1941年6月25日至1944年9月19日在芬蘭和蘇聯之間爆發的戰爭。對芬兰來說，战争是收復在冬季战争中割讓予蘇聯的土地，因而被稱為繼續戰爭。苏联方面稱其為偉大衛國戰爭的芬蘭戰線（俄語：Советско-финский фронт Великой Отечественной войны），認為這是所谓“卫国战争”的一部分，是苏联和德國之间的战斗，芬兰只不过是德国的帮凶。而战前和战中德國認為這場戰爭對於蘇聯與德國的戰爭具有很大的幫助，因此對芬蘭提供了大量關鍵物資的補給。
1940年底德国向芬兰透露了将入侵苏联，但未告知具体计划，主要是并以协助芬兰军事，换取芬兰提供矿场和允许德军进入芬兰防守。1941年6月7日经芬兰允许，德国军队进驻佩察莫礦，不過根據戰後作證，1941年6月22日蘇德戰爭開始時，芬兰事先不知情全面戰爭計畫；因此3天後，25日蘇軍對芬蘭境內的德军目标發動空襲，因芬兰對詳細情勢了解不明，则认为苏军突击了芬兰的设施，緊接著芬軍認為蘇聯進一步入侵歐洲，遂開始打反擊戰，到了1941年9月芬軍已經收復失土，占領整個卡累利阿地峽和東卡累利阿。不過芬蘭在距離列寧格勒只有30公里的戰線上停了下來，他們在這裡駐防長達兩年半，因為芬軍的作戰目標主要是收復冬季戰爭的失土，而不是德軍的全面侵略，但是苏联後來都认为芬军是德军的帮凶。
随着德军在苏联战场上的失利，1944年蘇軍開始針對包含赫爾辛基在內，多個芬蘭城市發動空襲，並於同年6月發動維堡-彼得羅扎沃茨克攻勢，將芬軍在1941年佔領的土地加以收復；7月芬軍暂时擋住蘇軍進一步的進攻，後來雙方決定以談判解決。至9月5日，芬軍與蘇軍正式宣布停火，随后芬兰人按苏联的要求试图将所有德国军队赶出芬兰；9月15日芬兰与德军开战，开始了小規模的拉普兰战争直至將德軍全部驅趕出境；9月19日蘇芬雙方簽訂莫斯科停戰協定，結束了“繼續戰爭”。同期英国在1941年12月6日曾对芬兰宣战，但事实上没有参加战斗。在1947年的《巴黎和平条约》签定后，这场战争才算正式结束。

## 战争的目的
芬兰參與这次战争的目的是要夺回冬季战争失去的土地。同時，大部分芬蘭人希望將芬蘇邊界盡可能地縮短，以減少蘇軍發動侵略的可能。當時的芬蘭社會流行著一句口號：「縮短的邊界，長久的和平」。所以很多人希望芬軍可以在這次戰爭中，除了收復失地外，另外入侵科拉半島、東卡累利阿，甚至是愛沙尼亞北部。而芬蘭總統里斯托·呂蒂更主張這次的戰爭目標，是要建立一個大芬蘭。

## 背景
东卡累利阿居民大部分属于芬兰族，芬兰基於民族主義，多次呼吁收回东卡累利阿，可是没有得到支持。在芬兰内战中，德国為芬兰政府軍镇压共產主義势力給予很大的支援。
1939年12月芬兰和苏联之间发生冬季战争，虽然初期芬兰军队成功抗击苏军，但是在2月12日之后不支而逐渐战败，最终在3月12日停战，结果是以1940年4月签定的莫斯科协定告终。芬兰丧失了10%的领土（萨拉、里巴奇半岛、芬兰湾中的几个小岛，一共3萬8千平方公里）、20%的工業、11%的耕地和12%的人口被迫迁徙。
莫斯科协定对芬兰人来说是很大的打击。总统宣布國家的防務準備將是政府施政的第一要務，因此，芬蘭政府在冬季戰爭結束後不久，就準備向國外購買軍火並重整军队，1940年的军费开支相当芬兰财政收入的45%。
同時在冬季戰爭中失去家園的，多達42萬人的芬蘭難民的安置也是一大問題，然而這時芬蘭人民在冬季戰爭所產生的，抵抗侵略的精神已經遍佈整個國家，難民的安置問題很快就得到解決，而且這時芬蘭也不打算再失去更多領土，他們嘗試秘密與挪威、瑞典組成軍事同盟，但這時蘇聯插手進來，阻止芬蘭的行動。然而芬蘭並不放棄，而是轉而接近纳粹德国，企圖與其建立外交關係。儘管纳粹德国一直以來被芬蘭認為是蘇聯的盟國。
1940年4月9日纳粹德国入侵丹麦和挪威。芬兰丧失了化肥进口的来源導致食品供应短缺，和西方国家特別是與英國之間的贸易渠道被堵塞，只能向瑞典和苏联购买，可是经常不能按时供货，在物質、軍事安全都無法滿足的狀況下，芬兰只得转向德国。
从1940年5月起芬兰向德国靠拢，媒体停止批评德国，发表不同言论会受到审查。6月15日蘇聯出兵佔領波羅的海三國並扶植傀儡政權。在接下來的兩個月內，這三個國家就被蘇聯併吞了。同時法國被德國擊敗，成為德國的附庸國。於是芬蘭政府徹底排除與西方盟國建立外交關係的政策。這時北歐剩下的兩個國家，瑞典和芬蘭陷入被德國與蘇聯包圍的困境。
6月23日苏联要求佩察莫的采矿权，6月27日苏联要求奥兰群岛解除武装。苏联开始干涉芬兰内政，指定某些政府成员必须辞职。
7月31日希特勒對德意志國防軍下令，準備进攻苏联的計畫。本来希特勒对芬兰没有兴趣，這時希特勒重新估計芬蘭與羅馬尼亞在德國進攻蘇聯時，可以發揮的作用。於是在7月間仍然被德國拒絕的，與芬蘭之間的軍火交易，到了8月就被德國允許，於是大量軍火物資進入芬蘭。9月22日德國與芬蘭宣布雙方建立外交關係。同時芬蘭和瑞典也宣布允許德軍過境他們的領土。苏联立即要求和芬兰签定相似的协定，允许苏联部队越境的协定在9月6日签定，10月11日奥兰群岛解除武装，采矿权的协定仍然没有达成协议。
蘇聯對於局勢的改變十分不滿，於是蘇聯外交部長維亞切斯拉夫·米哈伊洛維奇·莫洛托夫在11月12日至13日拜訪柏林，他希望德國國防軍從芬蘭撤出，並停止幫助芬蘭強化他們自身的國防。莫洛托夫還指出芬蘭將會像波羅的海三國和比薩拉比亞一樣，被蘇聯併吞。這被希特勒拒絕。

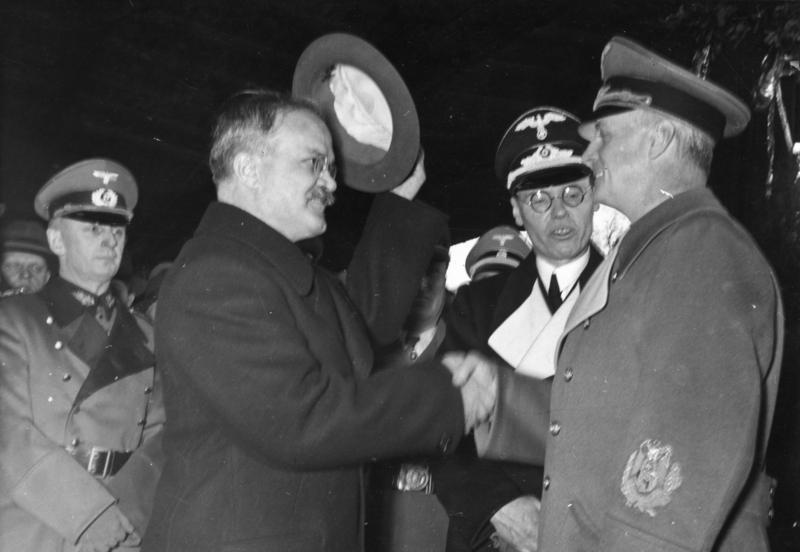
德國外交部長約阿希姆·馮·里賓特洛甫與蘇聯外交部長維亞切斯拉夫·米哈伊洛維奇·莫洛托夫於柏林。1940年11月14日

12月芬蘭舉行總統大選，蘇聯、納粹德國、英國都十分注意這次選舉，這次選舉共有四位候選人，只有里斯托·呂蒂是同時被這三個國家認可的，於是里斯托·呂蒂在12月19日，宣誓就職芬蘭總統。同時希特勒已經在1940年12月18日同意德國進攻蘇聯的計畫，他希望芬蘭、羅馬尼亞能夠加入這次進攻。兩天後德國國防軍參謀總長弗朗茲·哈爾德接見來訪的芬蘭將領，幾天後德意志帝国元帅赫爾曼·戈林向芬蘭人透露，德國將會對蘇聯發動進攻。
关于佩察莫的采矿权的协议谈判了6个月，一直没有成功。1941年1月苏联外交部要求必须尽快达成协议，同日苏联停止向芬兰出口粮食，1月18日苏联电台广播开始攻击芬兰。2月1日希特勒命令驻挪威的德国军队，一旦苏联进攻芬兰，要立即抢占佩察莫矿。同時德國將詳細的進攻計畫透露給芬蘭，德國與芬蘭將領之間的會談開始進行。
1941年5月20日德國邀請芬蘭到德國討论联合作战的计划。5月25日至28日德國、芬蘭雙方在薩爾茨堡、柏林舉行會談。6月3日至6日雙方移至赫爾辛基繼續會談。會中討論了德軍的行動、芬軍的動員以及戰爭的大致走向，芬蘭還同意在6月15日開始動員軍隊，但德國拒絕透露戰爭發起的詳細時間。但芬蘭政府仍正式通知英国和瑞典，说在1942年春天以前，德国不会和苏联开战，因此战争爆发后，瑞典和英国都认为是受芬兰欺骗了。
蘇聯為了阻止芬蘭落入德國的控制範圍，開始對芬蘭政府表達善意。除了將蘇聯駐芬蘭大使更換成在芬蘇問題上更具彈性的官員外，也表示不反對芬蘭與瑞典的合作。但是這些舉動不被芬蘭政府接受。
6月7日德国军队进驻佩察莫礦，6月20日芬兰政府要求芬苏边境的4万5千居民撤离。6月21日德国通知芬兰战争正式开始。
6月21日隐藏在芬兰的德国布雷艇在芬兰湾布置了两大片雷区，阻止苏联的波罗的海舰队进入，德国的轰炸机在列宁格勒的港口和涅瓦河中投下水雷。6月22日德國開始進攻蘇聯，芬兰军队則进入奥兰群岛，德国军队全面通过挪威北部进入佩察莫，但芬兰不愿意让德国直接介入芬苏战争，所以相對於其他戰場，德国军队暂时没有在芬蘭和苏联直接交火，只在芬苏边境只发生零星战斗。
這時芬蘭軍隊已動員了47萬5千人在芬蘇邊境南部，在芬蘇邊境的北部長達500公里的邊界則由德軍布置了4個師，芬軍對蘇軍享有制空權，然而芬軍的裝甲部隊十分薄弱，僅僅只有一個坦克營。相對地蘇軍在當地布置了18個師。
6月25日早晨苏联空军出动460架飞机空袭芬兰境內19座机场，宣称是针对德军在芬兰的军事目标。在這次空襲中，蘇軍損失了23架轟炸機，芬軍的損失為零。而芬蘭政府將蘇軍的空襲看作是蘇聯企圖毀滅芬蘭城市的行為，於是芬蘭國會同意芬軍展開一場「防禦性的戰爭」，繼续战争正式爆发。

## 战争进程

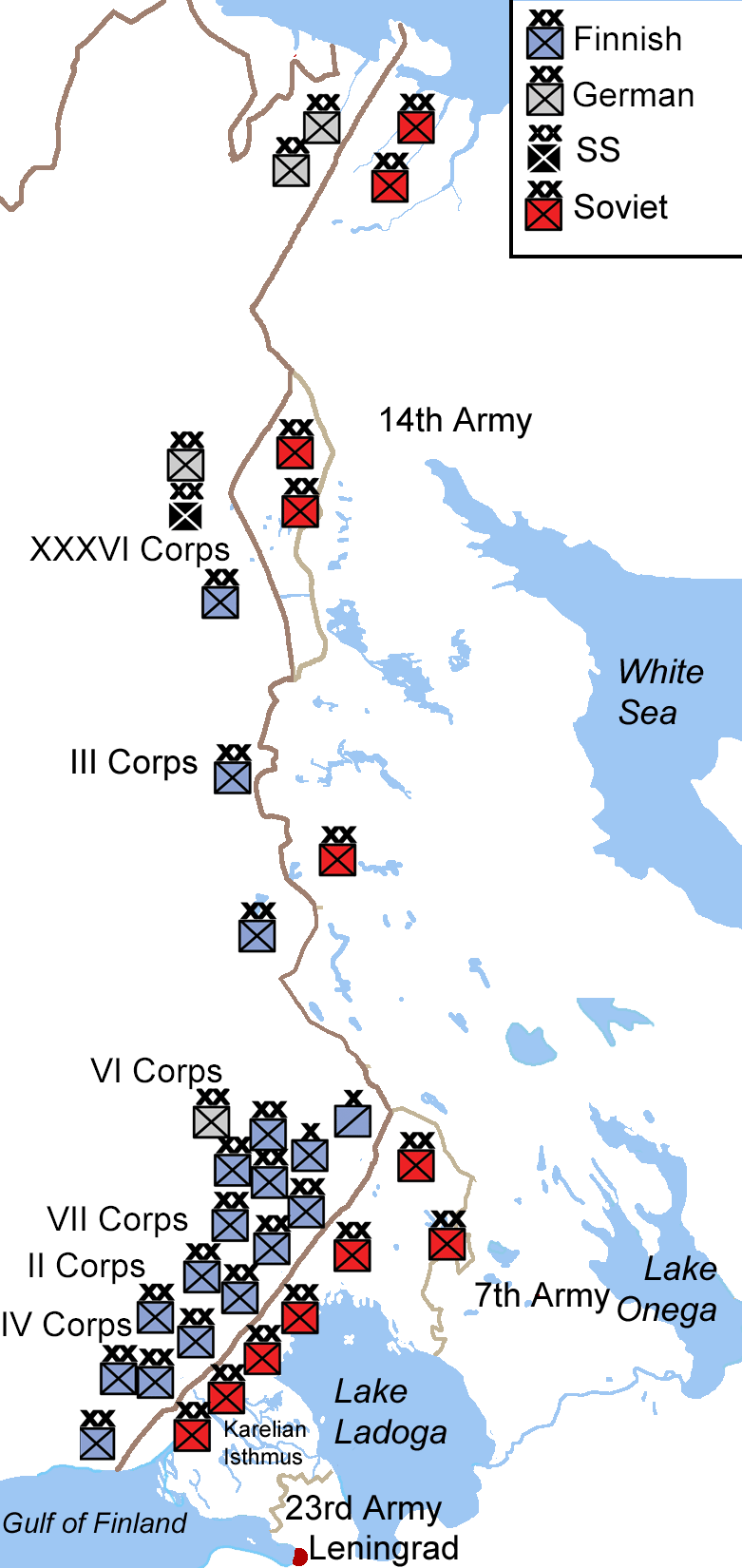
1941年6月战争爆发时刻，苏联和芬兰国境线形势简图。浅黑色线为1939年冬季战争前的国境线。深黑色线为1940年莫斯科协定划定的国境线。红色为苏联军队，藍色为芬兰军队，灰色为德国国防军，黑色為德国武装黨衛隊。

当时芬兰在前线布置15个步兵师、1个骑兵旅和2个长枪旅，另外在佩察莫有2个德国山地师、在萨拉有1个德国步兵师，还有1个步兵师正在从挪威通过瑞典向芬兰挺进，苏联方面错误地估计芬兰只有10个师。
当时苏联在边境驻扎有10个步兵师、1个摩托化师和2个炮兵师还有大约40个团分散在附近，列宁格勒有3个步兵师和1支机械化部队。750架空军战机以及700架海军战机，芬兰方面只有300架战机。
但苏联在其他战场上和德国作战不利，还需要抽調部分兵力。

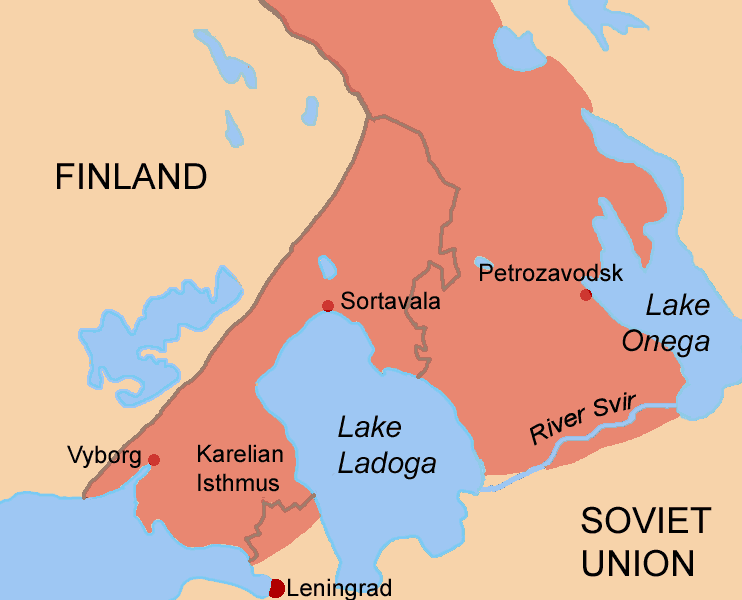
芬兰军队攻占地区图

6月28日芬軍完成了對拉多加卡累利阿進攻的計畫。同一時間納粹德國對蘇聯的進攻十分順利，德軍深深攻入了蘇聯腹地。這讓芬蘭政府認為德國很快就會戰勝蘇聯。芬軍也由此判定對蘇聯展開收復失地及縮短防線的戰爭將是短期戰爭，從而確定了芬軍的進攻計畫《解放整個卡累利阿》。
7月10日芬軍越過芬蘇邊境，對拉多加卡累利阿展開進攻，7月15日攻到拉多加湖岸，切断苏军运输线。7月25日該路芬軍抵達1939年的國境線，接著芬軍將進攻重點移至其他戰線。
7月31日芬軍對卡累利阿地峽展開進攻。這一支芬軍在8月9日到達拉多加湖，包圍蘇軍的三個師。8月31日收復維堡。9月2日抵達芬蘭在1939年的國境線。而芬蘭對東卡累利阿的進攻則在7月初展開。9月24日芬軍抵達奧涅加湖。10月1日芬軍攻佔彼得羅扎沃茨克。
至此德芬联军已经占领了全部卡累利阿，直逼列宁格勒。
1941年8月份芬兰军队已经全部占领在冬季战争被夺去的领土，仍然和英国、瑞典保持外交关系，在5月和6月时还宣称芬兰和苏联的战争只是防御性的，芬兰决不会和德国结盟。

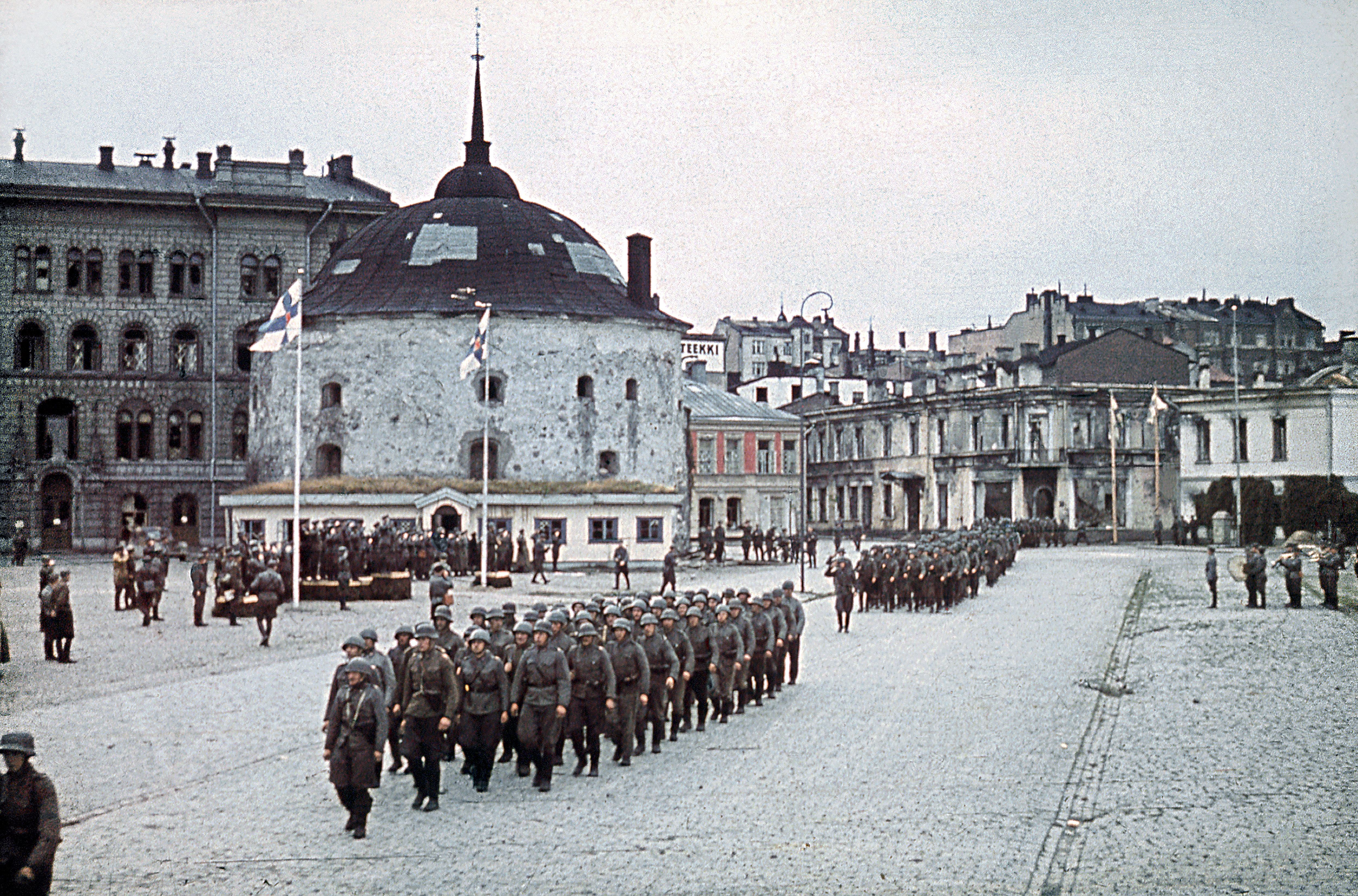
芬兰军队在夺回维堡后，於1941年8月31日進行的步操

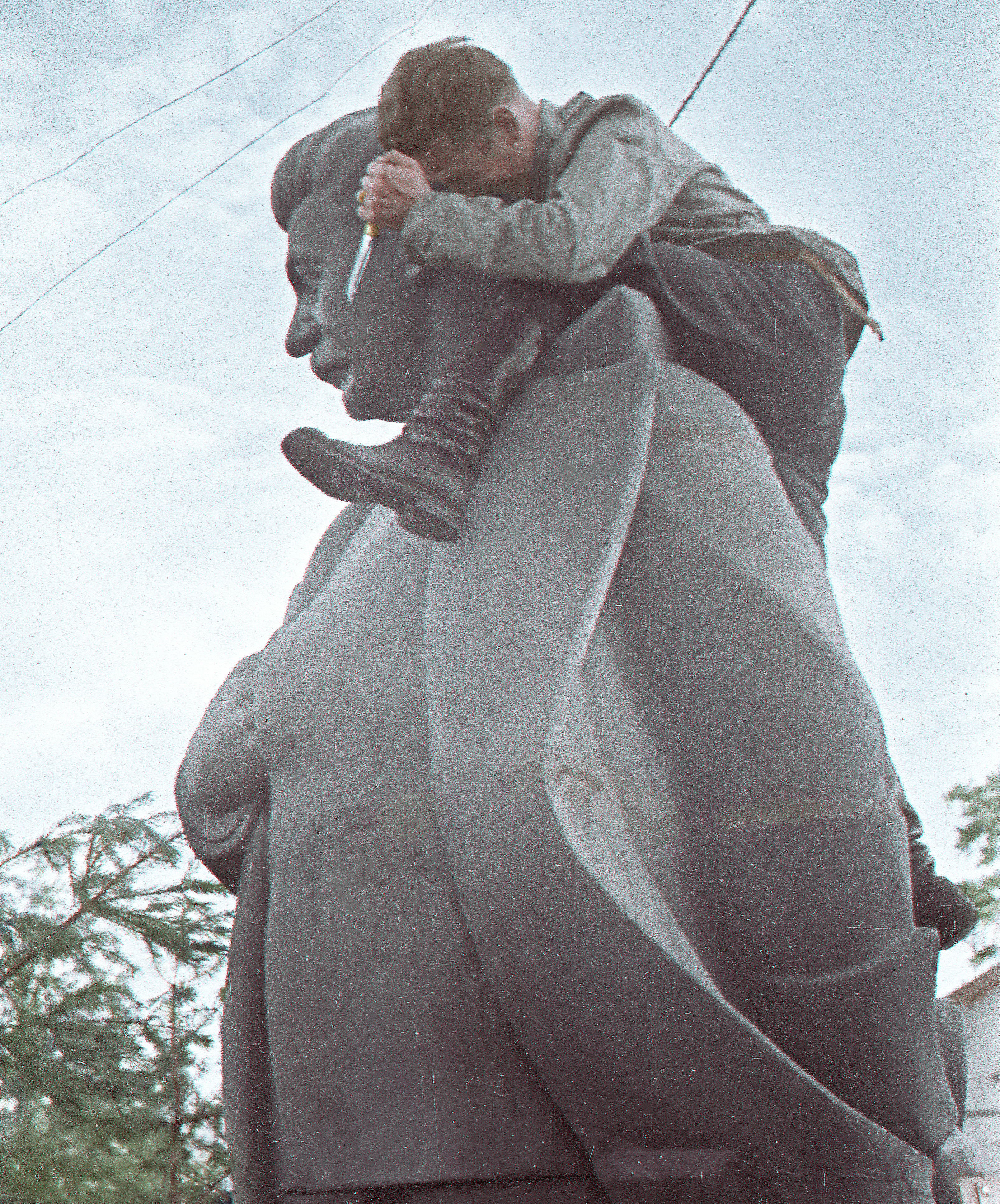
1941年8月23日，一名芬蘭士兵在卡累利阿地峽對斯大林的雕像進行報復

但是随着芬德联军的进攻，国联对芬兰实行封锁，7月12日英國對芬蘭提出芬蘭應與蘇聯結盟的要求。7月31日英国和芬兰断绝外交，英国空军轰炸了佩察莫港口。11月28日英國對芬蘭提出最後通牒「要求芬蘭在12月3日以前，停止軍事行動」。芬蘭人則非正式的回應幾天之內就會停戰。英國並不滿意。12月6日在芬兰独立日这一天，英国正式向芬兰宣战。
在戰爭的一開始美國人對於芬蘭的處境十分同情，但隨著蘇軍的撤退，芬德聯軍開始對摩爾曼斯克鐵路，這條蘇聯與西方盟國之間互相聯絡的鐵路產生威脅。10月3日美国國務卿科德爾·赫爾通知，既然芬兰已经收回领土，就不应该再继续参与德国围攻列宁格勒的战斗。10月25日美國人要求芬蘭停止繼續作戰並將軍隊撤至1940年的邊界。芬蘭總統里斯托·呂蒂拒絕。但他仍然在11月5日要求曼纳海姆停止進攻。
11月芬蘭加入反共產國際協定。這讓英國、美國更加確定芬蘭是軸心國的成員之一。儘管芬蘭在當時還是民主國家（芬蘭是軸心國所有成員中，唯一一個的民主國家），且其未簽署三國同盟條約。而且當納粹德國下令芬蘭人將芬蘭境內的猶太人送到由德國佔領的波蘭時，芬蘭政府拒絕配合。而當1942年夏天訪問芬蘭的海因里希·希姆萊向芬蘭人提到有關芬蘭境內的猶太人的話題時，芬蘭人則回應他：芬蘭沒有「猶太人問題」。
當時的芬蘭軍隊、部分的芬蘭軍官擁有猶太血統。在某些狀況，這群猶太人有一些甚至還被德國授予鐵十字勳章。但是這群猶太人拒絕接受。而芬軍內部也有一些醫官由猶太人擔任，這些人救了不少德國士兵的生命。
芬兰和德国的结盟，使得波罗的海成为德国的内海，阻止了苏联波罗的海舰队的活动，使得德国可以利用其作为潜艇基地。而德國也常常利用芬蘭北部的機場，轟炸英國位於蘇聯境內、摩爾曼斯克以及阿爾漢格爾斯克的海空軍基地。
德國進攻蘇聯的行動原本被德國人、甚至是英國人、美國人估計只需幾個禮拜就會以德國勝利告終。然而到了1941年秋天這種估計就被證明是錯的。而且納粹德國在芬蘭北部對摩爾曼斯克的進攻也因為準備不足，在11月宣告失敗。這讓芬蘭政府開始懷疑德國是否真的可以快速結束戰爭。接著德國在莫斯科戰役遭到失敗，更讓芬蘭人懷疑德國是否可以取得戰爭的勝利。而且芬蘭這時開始遭遇勞工、糧食的短缺以及通貨膨脹的問題，而且他們的軍隊在經過接近半年的作戰後，傷亡人數已經來到7萬5千人，其中2萬5千人死亡。因此芬蘭政府曾經數次對蘇聯政府表示願意停戰，這行為受到德國的警告。芬蘭政府最後決定繼續作戰，希望這樣做可以讓芬蘭在之後，面對蘇聯的威脅可以有更多的支援。從而保住芬蘭的獨立。
1943年2月德国在斯大林格勒战役战败后，芬兰组织新一届內閣與政府，這一屆內閣將尋求和平當作是最重要的政策。力图和苏联及国联达成和平协议。但史達林堅持芬蘭投降，芬蘭人無法接受。於是在1944年2月史達林命令蘇軍開始轟炸包含赫爾辛基在內的數個芬蘭城市以施加壓力。然而芬蘭人擁有無線電竊聽技術，並有效率的使用高射炮，這讓蘇聯空軍投下的炸彈只有5%的低命中率能成功擊中目標。
這時德國於納爾瓦組織防禦，在2月到4月間成功阻止蘇軍的進攻。德國這次勝利也讓蘇軍無法從愛沙尼亞對芬蘭發動進攻。而且由於芬蘭人認為蘇聯的要求是無法實現的。所以芬蘭政府在1944年4月中，暫停與蘇聯的談判。
1944年6月9日苏联开始從卡累利阿地峽發動反攻，這次進攻被稱作「維堡-彼得羅扎沃茨克攻勢」。蘇軍為這次進攻做了充足準備。他們在長約21.7公里的戰線上布置了3千門火砲。其中在某些地段每1公里就布置了200門火砲。蘇軍在進攻開始後第2天就攻破芬軍布置在戰線最前沿的防线。6月14日蘇軍抵達芬軍的第2條防線，VT線。接著蘇軍開始進攻東卡累利阿。6月28日彼得羅扎沃茨克被蘇軍攻佔。
儘管芬蘭在蘇軍展開進攻後立刻向前線增援部隊，然而芬軍缺乏能夠對付蘇軍重型戰車的反坦克武器。這時德國外交部長約阿希姆·馮·里賓特洛甫向芬蘭政府表示，只要芬蘭不再尋求停戰，就可以提供反坦克武器「鐵拳」和「坦克殺手」給芬軍。於是在6月26日芬兰總統里斯托·呂蒂向德國人保證，在他剩下的總統任期內，將不再谋求单独議和。稍後德國就为芬兰提供了武器支持。然而當里斯托·呂蒂對德國提出保證後，美國就宣布與芬蘭斷交，並警告芬蘭不准與德國合作。

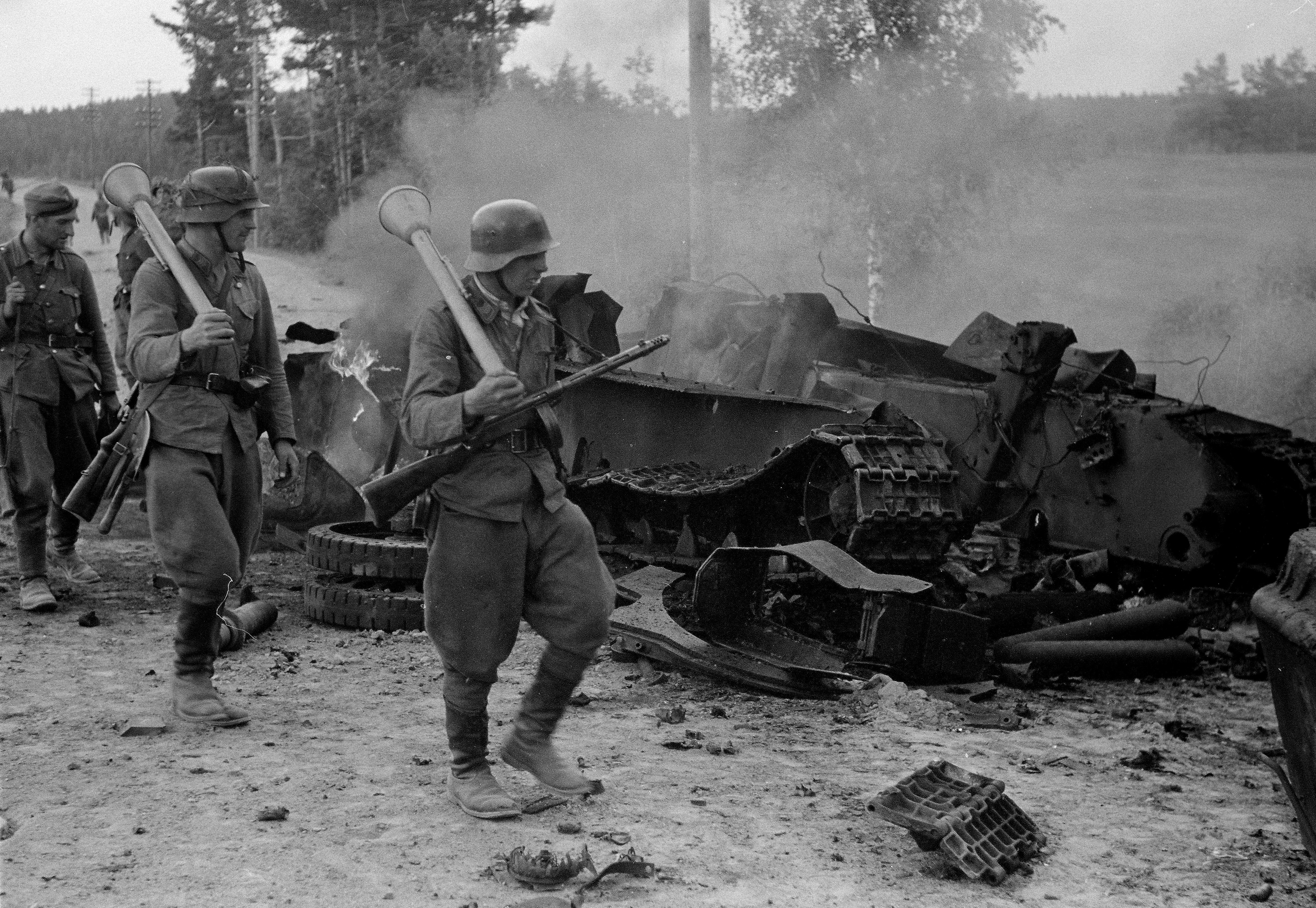
芬軍在塔利-伊漢塔拉戰役中，經過旁邊一輛被摧毀的蘇聯T-34戰車

到了7月芬兰军队退回到VKT線，這條防線大約等同於冬季战争结束时，芬蘇雙方的國境線。芬兰利用德國在武器和兵力上的支援在這裡成功擋住了蘇軍的進攻，而蘇軍這時将注意力转移到波兰战线，停止對芬蘭的進攻。而这时同盟国军队已经在诺曼底登陆。
儘管成功阻止蘇軍的進攻，但是以當時芬軍的戰力，如果蘇軍再次發動大規模的進攻，芬軍將無法抵擋。而且这时德国已经在爱沙尼亚战败，芬兰急于想和苏联以任何条件尽快议和。於是在8月初里斯托·呂蒂辭去芬蘭總統職位，這讓他對德國人的承諾不再有效，也就使芬蘭在尋求和平的過程少掉一個障礙。芬蘭的新政府在8月下旬成立，新總統則由芬蘭國會以非正統的方式，任命曼纳海姆為總統。
9月4日芬蘭宣布停火，隔天蘇聯亦宣布停火。
蘇聯開出的和平條件十分嚴苛：要求芬蘭賠償6億美金。後來蘇聯在英美兩國壓力之下，將賠款減至3億美金（以美金在1938年的價值來算），但芬蘇雙方還是於9月19日在莫斯科达成协定。除了賠款之外，芬兰交还1940年边界以外的所有领土，另外将佩察莫省割讓給苏联，帕尔卡拉半岛租借给苏联50年（1956年就已经归还）、芬蘭必須復員他們的軍隊、德国所有军队必须在14天內撤离芬兰领土。但德国军队不愿意在期限內自行离开，芬兰在拉普兰战争中轉而與自己以前的盟友納粹德国展開戰鬥。
芬蘭也被要求要清除卡累利阿地區的地雷，以及那些在拉普兰战争中，被撤退的德軍所布置的地雷。清除地雷的工作持續到1952年，這讓芬蘭遭受了100人死亡、超過200人受傷。
而隨著芬軍撤到1940年的邊界，那些在先前隨著芬軍挺進而重返家園的芬蘭人就只能跟隨撤退的芬軍，回到1940年的國境線之後。隨著芬軍撤退的芬蘭人多達26萬人，只有極少數人選擇留在原地，成為蘇聯公民。

## 结论
在外交上，芬蘭以1948年芬蘇條約為原則，奉行立場上親蘇聯但維持制度上獨立的芬蘭化政策，直至1991年蘇聯解體為止。作為中立國，蘇聯和美國的多位領導人都曾在芬蘭舉行會談。其中在1975年的一次會議，兩國達成赫爾辛基協議。

## 相关作品
- 無名戰士

## 延伸閱讀
- Jokipii, Mauno. . Otava. 1987. ISBN 951-1-08799-1.
- Sana, Elina. . WSOY. 1994. ISBN 951-0-27975-7.
- Seppinen, Ilkka. . 1983. ISBN 951-9254-48-X.
- Platonov, S.P. (编). . Voenizdat Ministerstva oborony SSSR. 1964.
- Maanpuolustuskorkeakoulun Historian laitos (编). . WSOY. 1994.
- Leskinen, Jari; Juutilainen, Antti (编). . WSOY. 2005. ISBN 951-0-28690-7.
- （俄文） Хельге Сеппяля Финляндия как оккупант в 1941-1944 годах Журнал "Север" ISSN 0131-6222, 1995. See （页面存档备份，存于）
- Finnish National Archive Luovutukset: Research on prisoner-of-war deaths, extraditions and deportations from Finland between 1939-55, Research project, See